# 초아추캉역

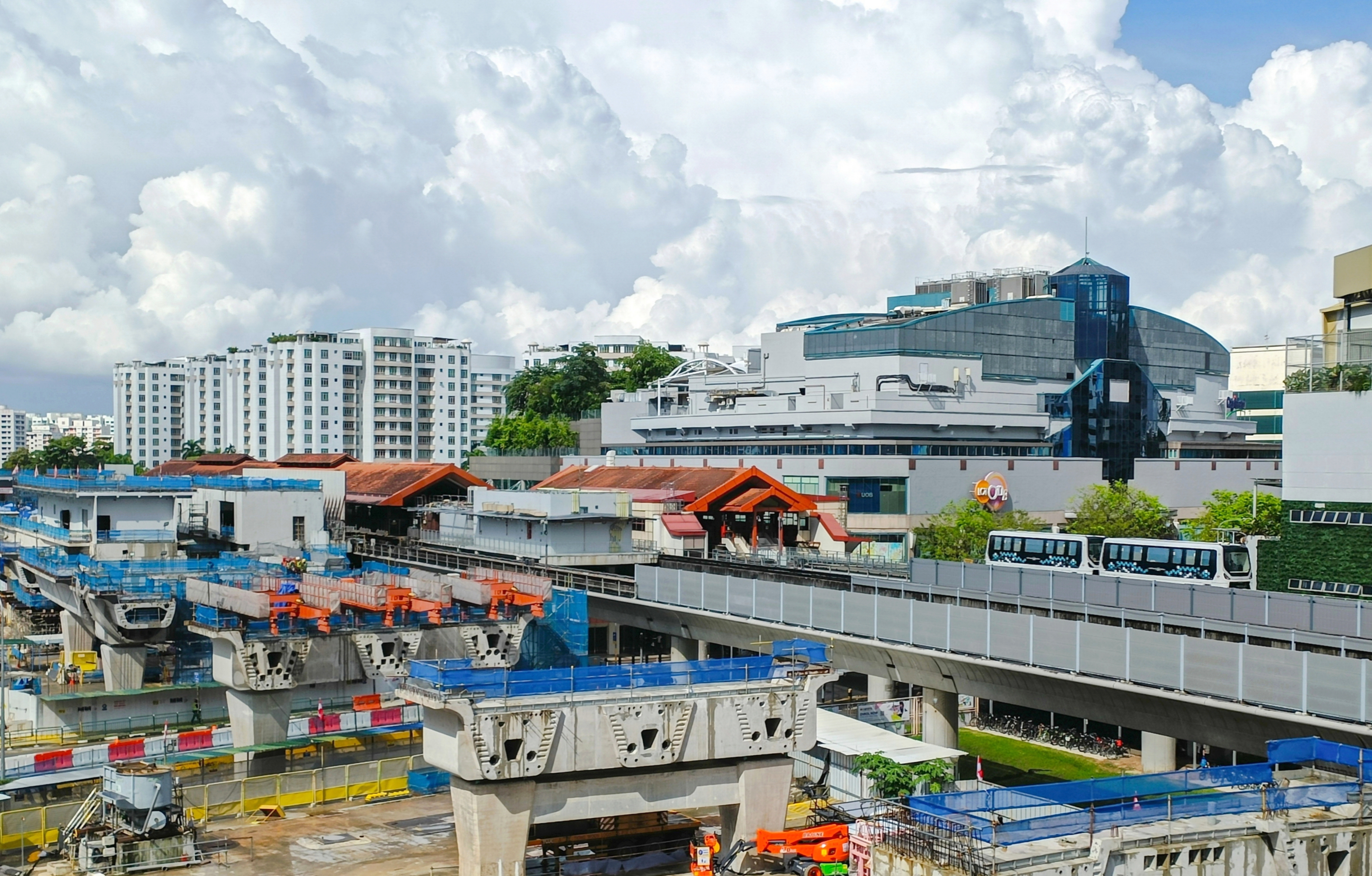

초아추캉역(Choa Chu Kang MRT/LRT station)은 싱가포르 초아추캉에 있는 고가 고속철도(MRT)와 경전철(LRT) 환승역이다. 노스사우스선(NSL)과 부킷 판장 LRT선(BPLRT)을 운행하는 이 역은 초아추강 버스 인터체인지와 롯원 쇼핑센터 근처에 위치해 있다. 기타 주변 랜드마크로는 키트 홍 커뮤니티 클럽과 초아추강 공원 등이 있다.
처음에 부킷 판장으로 발표된 이 역은 초기 MRT 시스템의 2단계 일부로 건설되었으며 1990년 3월에 완공되었다. 초아추캉역은 1996년 우드랜즈 역을 거쳐 이 역까지 노선이 확장되면서 NSL의 일부가 되었다. BPLRT 역은 1999년 11월 6일에 개통되었다.
역에서는 2012년 NSL 플랫폼에 절반 높이 플랫폼 스크린 도어를 설치하고 2015년 LRT 역에 플랫폼 장벽을 설치하는 등 기타 업그레이드를 진행했다. MRT를 연결하는 계단 확장과 함께 2016년 12월 LRT 역의 새로운 측면 플랫폼이 완성되었다. 역의 승객 흐름을 개선하기 위한 LRT 플랫폼. 2018년 5월, 2027년 1단계가 개통되면 이 역이 주롱 지역 선과의 환승역이 될 것이라고 발표되었다.